# Réunion d'Heppenheim

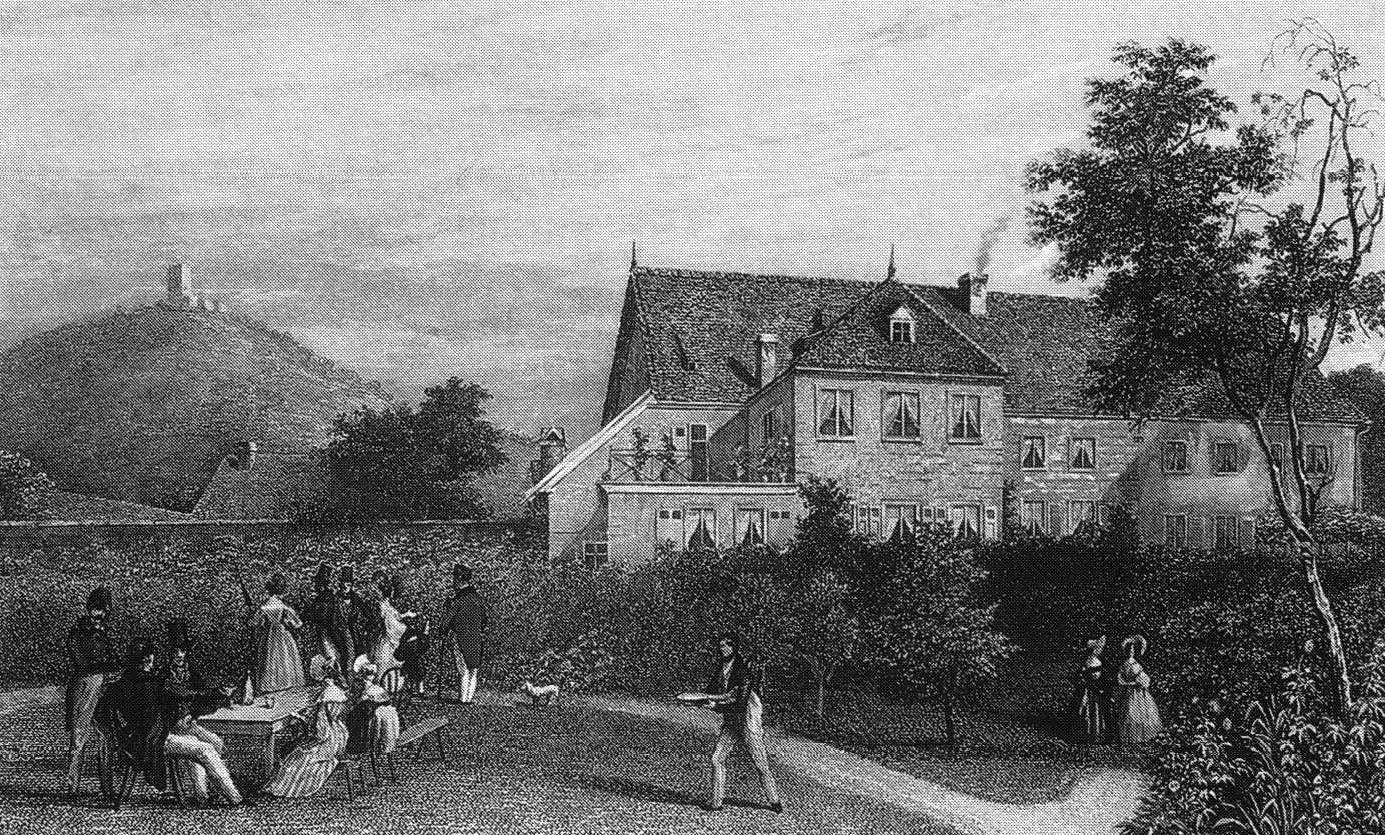
Le Gasthof „Zum halben Monde“, où a lieu l'assemblée, œuvre de 1840

La réunion d'Heppenheim ou assemblée d'Heppenheim (Heppenheimer Tagung ou Heppenheimer Versammlung en allemand) est une rencontre entre 18 hommes politiques libéraux allemands, principalement du Sud et de l'Ouest du pays, qui a lieu le 10 octobre 1847 dans l'auberge Zum halben Monde (à la demi-lune) à Heppenheim. Les discussions aboutissent à la formulation d'un programme politique commun axé autour du souhait de voir la création d'un État-nation allemand ainsi qu'autour de la garantie des droits fondamentaux. Cette réunion structure les bourgeois libéraux modérés qui prendront une part importante dans la révolution de mars en 1848. Elle prépare également la voie pour le parlement de Francfort ouvert en 1848.

## Contexte politique
Des suites de la révolution française, Napoléon introduit le Code civil  ainsi que les droits de l'homme et du citoyen dans certains États allemands, principalement ceux de l'ouest. Le congrès de Vienne de 1815 aboutit à la formation de la confédération germanique. Dans son acte fondateur : le Bundesakte, l'article 13 permet la préservation de ces acquis dans la plupart de ces États. Mais en 1819 les décrets de Carlsbad marquent un tournant en Allemagne : des mesures réactionnaires sont mises en place pour lutter contre l'opposition libérale, on parle de restauration. Cette période de répression dure jusqu'en 1830 quand la révolution de juillet éclate en France. Une vague d'émeutes en Allemagne aboutit à des concessions en faveur des libéraux, ainsi en Saxe et en Hesse-Cassel une constitution est adoptée, dans le Bade la liberté de la presse n'est plus entravée.
En 1832 la fête de Hambach, qui est un vaste rassemblement de libéraux réunit pour réaliser l'unité allemande et les droits de l'Homme, puis l'attaque de la garde à Francfort en 1833 obligent les dirigeants à remettre en place la censure et la répression contre les démocrates, les partisans de la mise en place de constitution, ainsi que l'interdiction de réunion.
Le terrain d'expression de l'opposition démocratique et du mouvement pour l'unité allemande se restreint donc aux chambres parlementaires des différents États allemands possédant une constitution, comme ceux du Sud-Ouest allemand, le pays de Bade ayant les premiers rôles dans le domaine.
Les députés libéraux des différentes assemblées régionales n'ont cependant à l'époque, à quelques exceptions près, que peu de contact entre eux. Parmi les hommes politiques disposant d'un réseau dans tout le pays on compte les membres du Hallgartenkreis (de) organisé autour de Adam von Itzstein ou Robert Blum, David Hansemann et Friedrich Daniel Bassermann.
Au milieu des années 1840, le sentiment national se renforce avec l'escalade dans la question des duchés danois du Holstein et du Schleswig, ainsi que grâce à l'édification de forteresse de Rastatt (de) et à Ulm. Des tensions économiques et sociales, qui conduisent à des émeutes de la faim en 1847, intensifie encore cette tendance. Les membres de l'opposition nationale et libérale prennent alors conscience qu'ils doivent renforcer leur coordination et améliorer leur communication, ils créent ainsi en 1847 le Deutsche Zeitung (littéralement « journal allemand »).

## La réunion

### Organisation et planification

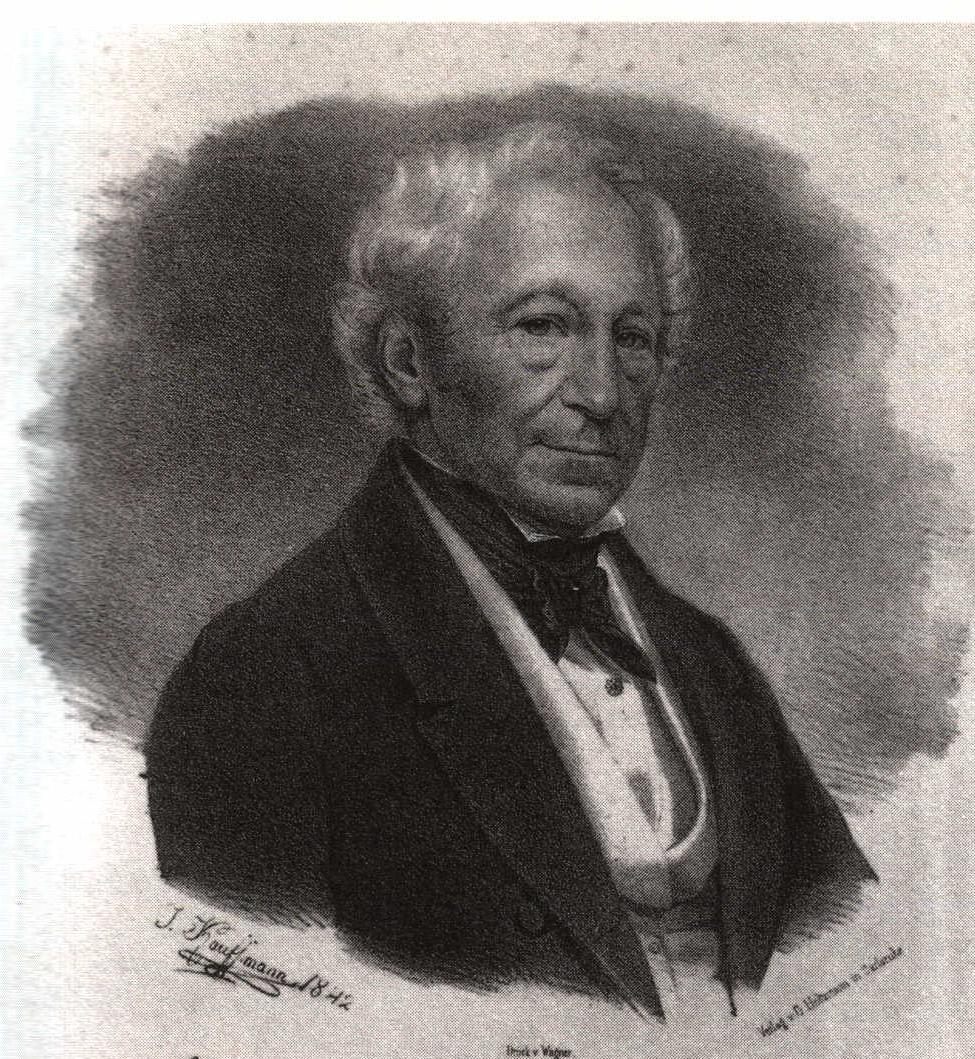
Adam von Itzstein

C'est dans ce contexte qu'a lieu par hasard en 1847 une rencontre entre Itzstein, Blum et Hansemann chez l'éditeur du Deutsche Zeitung : Karl Mathy.
Hansemann propose alors que les députés d'oppositions des parlements du Bade, de Wurtemberg, de Hesse et de Rhénanie se réunissent afin de décider d'une conduite commune à suivre dans leur parlement respectif.
L'objectif étant d'améliorer la visibilité des idées d'unité nationale et de droits de l'homme.
Les organisateurs sont très optimistes et dans sa lettre à Heinrich von Gagern Bassermann écrit : « nous pouvons espérer former un embryon de parlement allemand à Heppenheim, ».

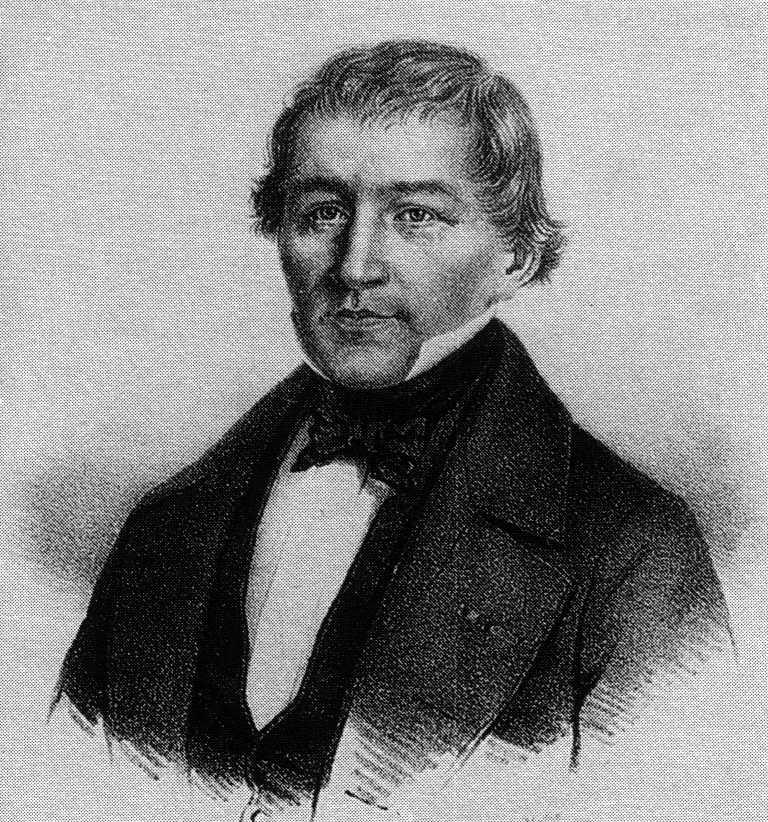
David Hansemann

Hansemann après son annonce cherche un lieu d'organisation adéquat et se décide pour Heppenheim qui se trouve dans la Hesse.
La commune a l'avantage d'être éloignée des centres potentiellement révolutionnaire comme Mannheim.
Par ailleurs, l'ouverture récente de la Ligne Main-Neckar qui passe à Francfort-sur-le-Main rend l'accès au lieu facile depuis le nord, tandis que depuis le sud la route depuis Mannheim est rapide.
L'auberge du Halben Mond disposant d'une renommée nationale et située proche du chemin de fer s'impose d'elle-même. Le surnom des libéraux modérés est les Halben, d'où également un jeu de mots avec le nom de l'auberge.

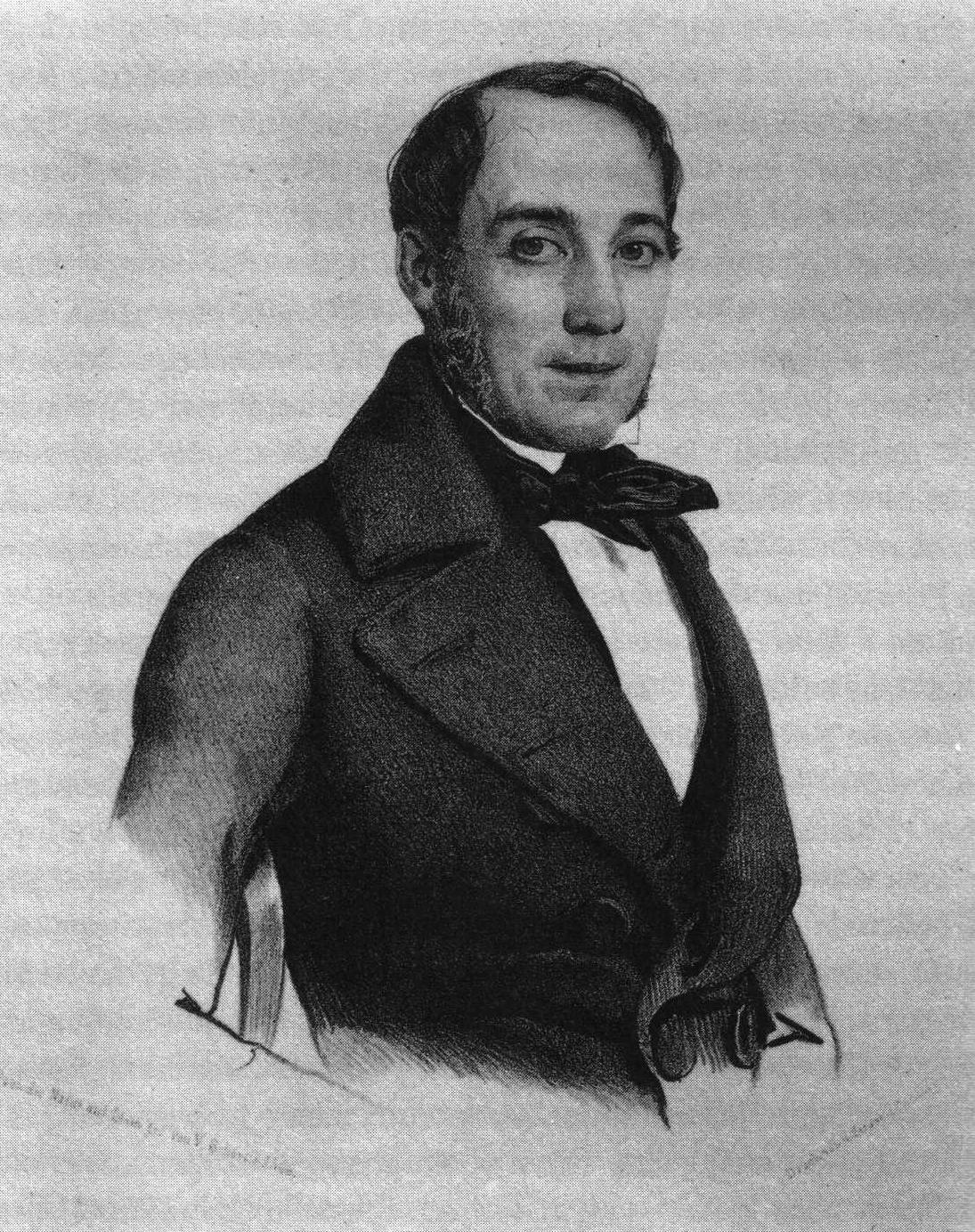
Karl Mathy

Les invitations sont envoyées à partir du 20 septembre 1847 par Hansemann, Bassermann et Mathy à une liste restreinte de députés régionaux qui doivent à leur tour inviter d'autres députés dignes de confiance.
Hansemann est chargé des députés de la région rhénane et de la Hesse comme Hermann von Beckerath, Ludolf Camphausen, 
August von der Heydt, Gustav Mevissen, Georg von Vincke et Karl Wilhelm Wippermann, Mathy et Bassermann se chargent de ceux du sud de l'Allemagne avec entre autres Theodor Reh et Heinrich von Gagern, dont la présence à l'événement incitent de nombreux autres députés à participer.
Des hommes politiques radicaux sont également invités, par exemple Franz Peter Buhl (de) et Christian Kapp (de).
Au départ, Hansemann compte également inviter des députés saxons, mais il semble que les lettres d'invitation ne soient jamais parties.

### Les participants
Les participants s'organisent chacun de leur côté afin de voyager ensemble.
Au niveau des anecdotes, le député Mevissen se trompe dans la date et arrive sur place un jour trop tard.
Les organisateurs reçoivent aussi des refus, de député de Hesse, de Bavière, mais avant tout de presque tous les députés prussiens. Certains comme Theodor Reh ou August Emmerling (de) justifient leur choix par la peur des représailles de la part de leurs États ou de leurs électeurs si par aventure la réunion prenait un ton radicale et que leur participation venait à être révélée.

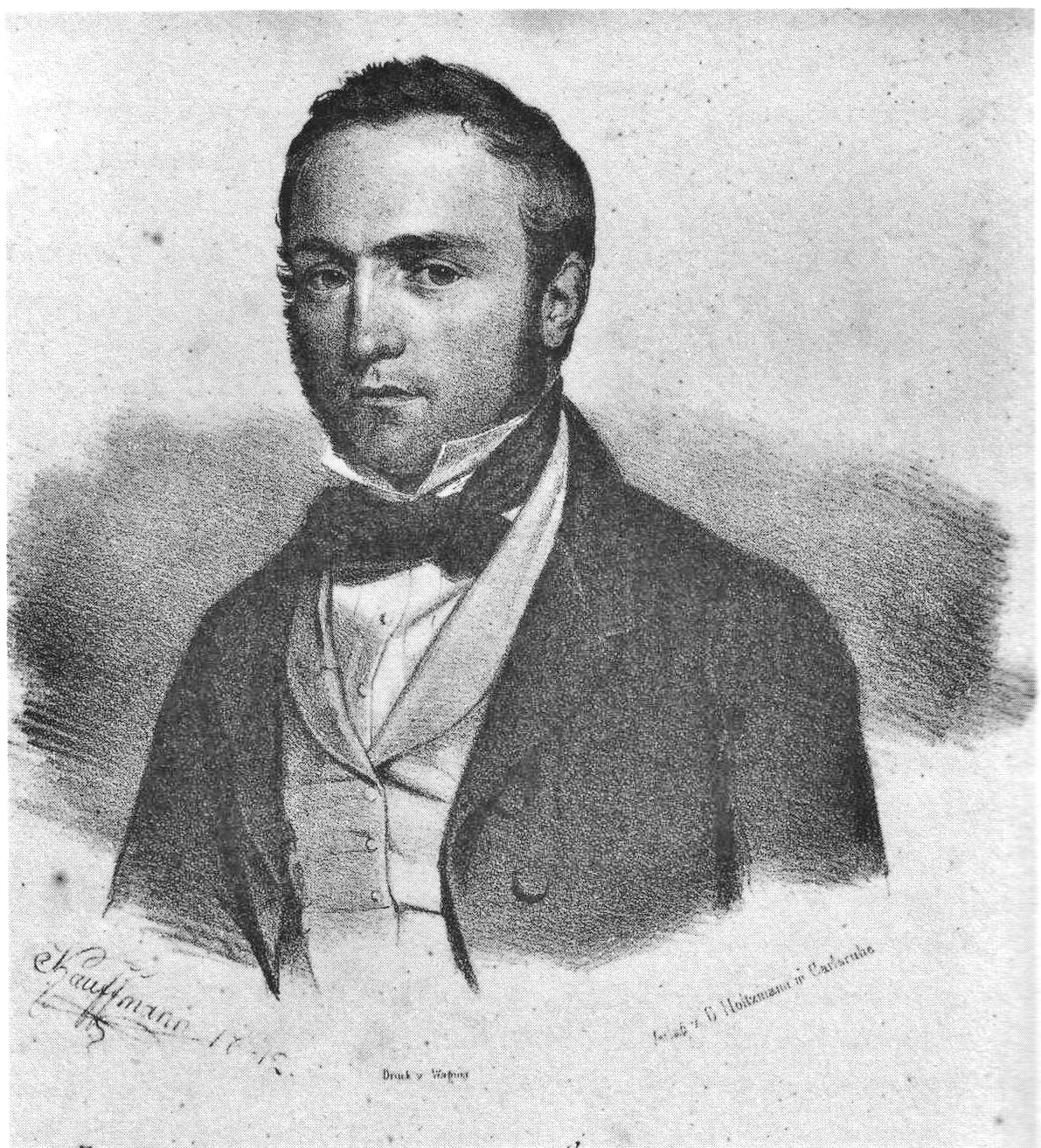
Friedrich Daniel Bassermann

Finalement 18 députés prennent part à la réunion, une grande partie est issue de la seconde chambre du parlement badois, une autre de la seconde chambre du parlement du Wurtemberg. Ce sont des libéraux renommés, qui entrent pour la plupart par la suite dans le « pré-parlement » puis le parlement de Francfort en 1848.

#### Participants venant du pays de Bade

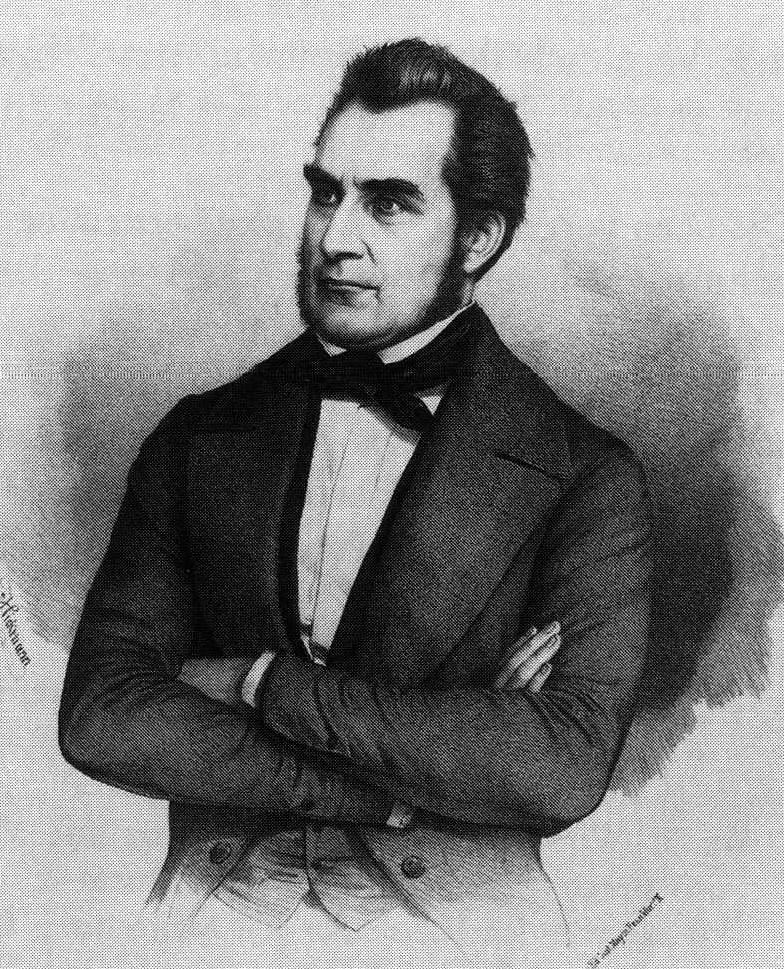
Heinrich von Gagern

9 des 18 participants viennent de la seconde chambre du parlement badois :
- Friedrich Daniel Bassermann (1811-1855) est un commerçant originaire de Mannheim. C'est un des membres les plus importants du parlement depuis 1841. Il est un des cofondateurs du Deutsche Zeitung. En 1848, au sein de l'assemblée nationale, il devient président de la commission chargée de la rédaction de la constitution.
- Franz Peter Buhl (de) (1809-1862) est un vigneron originaire de Deidesheim, il est l'élu de la circonscription de Waldshut-Tiengen depuis 1844.
- August Dennig (de) (1809-1883) est un entrepreneur originaire de Pforzheim, il est député depuis 1845.
- Adam von Itzstein (1775-1855) est député depuis 1822. En 1823, il doit quitter son poste de fonctionnaire dans l'administration badoise pour des motifs politiques. Son domaine à Hallgarten sert de lieu de rencontres et de débats pour l'opposition libérale.
- Christian Kapp (de) (1798-1874) est jusqu'en 1844 professeur à l'université de Heidelberg, il est également membre du conseil de la cour de Bade. Il doit par la suite renoncer à sa chaire universitaire pour des raisons politiques. Il représente la ville d'Offenbourg au parlement depuis 1846. En 1848, il devient député dans le parlement de Francfort.
- Karl Mathy (1807-1868) est journaliste à Karlsruhe et Mannheim et corédacteur au Deutsche Zeitung depuis son retour d'exil. Il avait en effet fui en Suisse en 1835 pour des raisons politiques. Depuis 1842 il est député de la ville de Constance. En 1866, il devient ministre dans le gouvernement du pays de Bade.
- Alexander von Soiron (1806-1855) est avocat à Mannheim. Il est également député de Lahr depuis 1845. En 1848, il entre au parlement de Francfort.
- Carl Theodor Welcker (1790-1869) est professeur à l'université de Fribourg. Son engagement politique lui vaut de multiples suspensions et une mise en retraite anticipée. Avec Karl von Rotteck, il édite le Staatslexikons (le dictionnaire de l'État). Il est député depuis 1831.
- Ludwig Weller (de) (1800-1863) est avocat à Mannheim et député de 1835 à 1852.

#### Participants venant du Hesse-Darmstadt

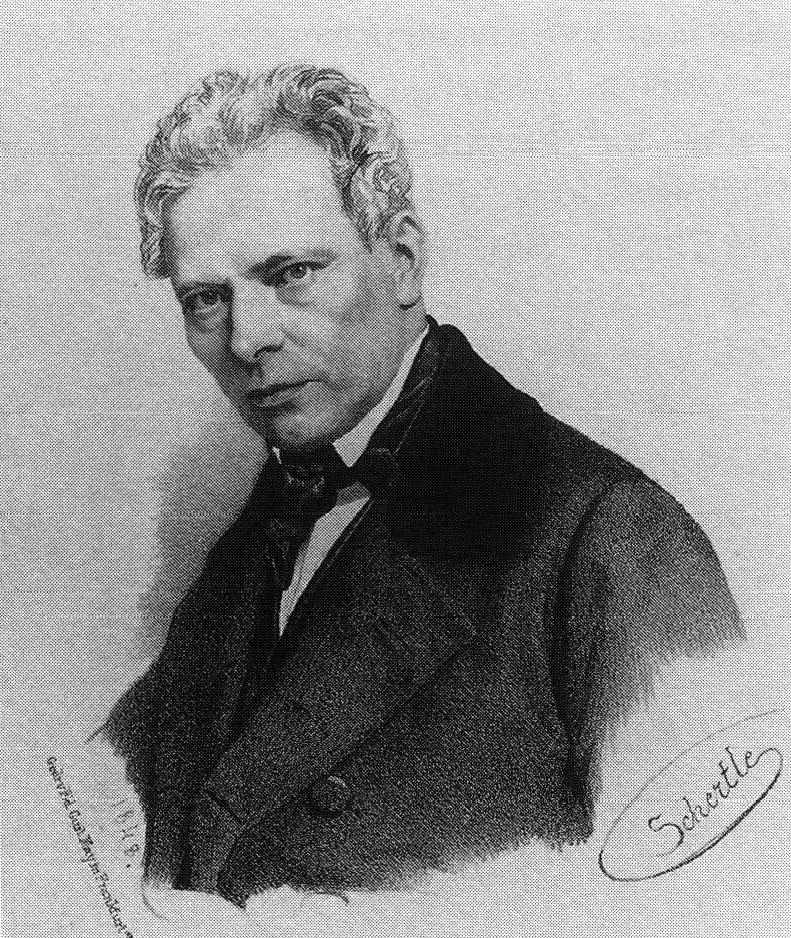
Carl Theodor Welcker

Deux députés de la seconde chambre du Hesse-Darmstadt prennent part à la réunion :
- Heinrich von Gagern (1799-1880) est jusqu'en 1832 et sa mise en retraite forcée, fonctionnaire dans la Hesse. Il est l'un des hommes politiques libéraux les plus connus de la confédération germanique. Il est un défenseur acharné de la monarchie constitutionnelle en Allemagne. En 1847, il est élu député pour la ville de Lorsch. En 1848, il est élu président de l'assemblée nationale, ainsi que ministre-président fédéral et ministre-président du Hesse-Darmstadt.
- Philipp Wilhelm Wernher (de) (1802-1887) est vigneron à Nierstein. Il est député à partir de 1844, en 1848 il entre à l'assemblée nationale.

#### Participants venant du Nassau Teilnehmer aus Nassau
- August Hergenhahn (1804-1874) est le seul représentant du Nassau à Heppenheim. Il est fonctionnaire de justice à Wiesbaden, dont il est le député depuis 1846. En 1848, il devient ministre-président du gouvernement révolutionnaire de mars dans son duché.

#### Participants venant de Prusse
- David Hansemann (1790-1864) est un industriel et un banquier prospère originaire d'Aix-la-Chapelle. Depuis 1845 il est membre du parlement régional rhénan. En 1848, il devient ministre des finances du gouvernement révolutionnaire prussien. En 1851, il fonde la société Disconto.

#### Participants venant du Wurtemberg
5 députés de la seconde chambre du Wurtemberg assistent à la réunion :
- Gottlob Friedrich Federer (de) (1799-1883) est associé dans une banque de Stuttgart, de 1845 à 1849, il est député dans la seconde chambre régionale. En 1848, il entre au parlement de Francfort, et fait partie en 1849, tout comme von Gagern et Soiron, de la Kaiserdeputation chargée de remettre la couronne impériale à Frédéric-Guillaume IV de Prusse.
- Carl August Friedrich Fetzer (de) (1809-1885) est avocat et juge à Stuttgart et député à la seconde chambre. En 1848, il est secrétaire de l'assemblée nationale.
- Adolf von Goppelt (de) (1800-1875) est commerçant à Heilbronn. Il est député de sa ville depuis 1839. En 1848, il devient ministre des finances dans le gouvernement révolutionnaire du Wurtemberg.
- Friedrich Römer (1794-1864) est avocat à Stuttgart et un des meneurs de l'opposition libérale sur le plan national. En 1848, il devient ministre de la justice dans le gouvernement révolutionnaire local. En 1849, il invite l'assemblée nationale à déménager à Stuttgart pour former le « parlement croupion » (Rumpfparlament) puis décide peu après de la dissoudre par la force, mettant un terme à l'expérience d'une représentation nationale allemande.
- Wilhelm Murschel (1795-1869) est également membre du barreau de Stuttgart. Il est député de Rottweil et entre au parlement de Francfort en 1848.

### Résultats de la réunion
Les résultats des négociations et des discussions qui ont lieu lors de la réunion sont rendus public dans l'article que Mathy fait paraître le 15 octobre 1847 dans le Deutsche Zeitung. D'autres journaux reprennent l'information et permettent la diffusion de ces décisions. À cause des risques de poursuites, les discussions entre libéraux restent à l'époque en général privée, cette publication de comptes-rendus est donc remarquable. Bassermann considère d'ailleurs que c'est ce qui rend la réunion d'Heppenheim si différente des précédentes entrevues qui avaient lieu à Hallgarten ou en Saxe.
Dans le dit article on peut lire :
« Le but de cette réunion, à côté du fait de mieux se connaître, d'échanger les idées et les points de vue sur la voie politique à emprunter, est à la fois de susciter l'intérêt du public et d'apporter plus d'unité, une meilleure vision commune et une meilleure organisation pour parvenir à l'unité nationale allemande. 

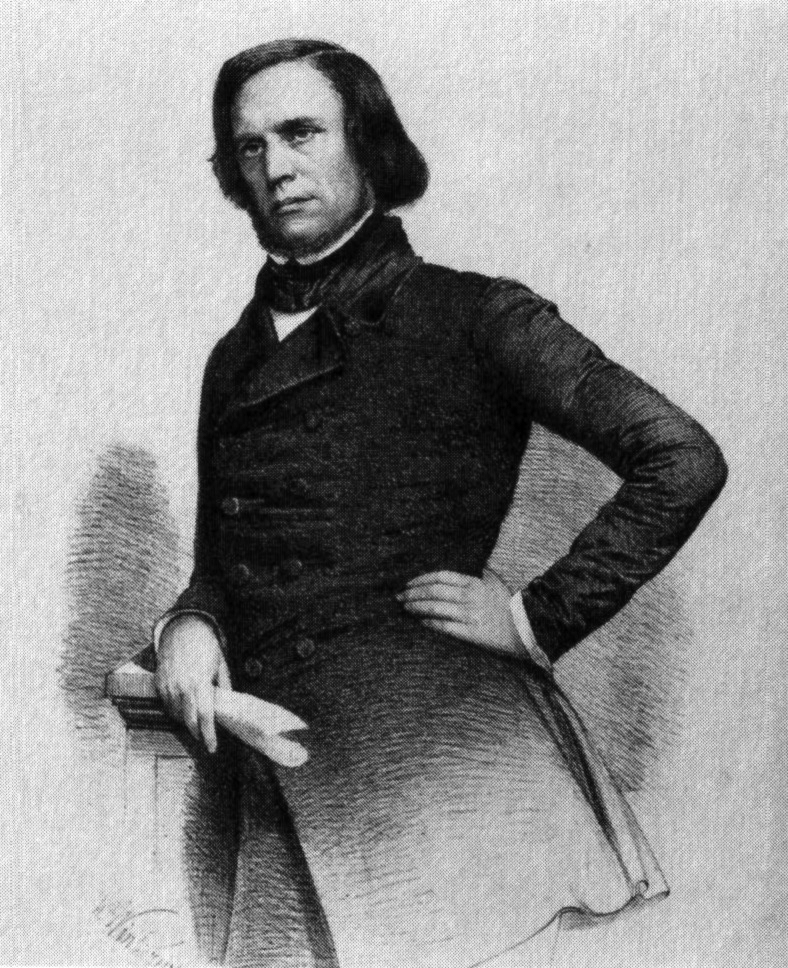
August Hergenhahn

Par voie de conséquence, il convenait de décider des requêtes à présenter devant nos parlements respectifs afin de faire progresser les droits de l'homme et de trouver un remède à la situation actuelle qui est fondamentalement mauvaise. »
La réunion dépasse ses objectifs, un rassemblement annuel étant convenu, posant ainsi les bases pour l'assemblée d'Heidelberg puis le pré-parlement.

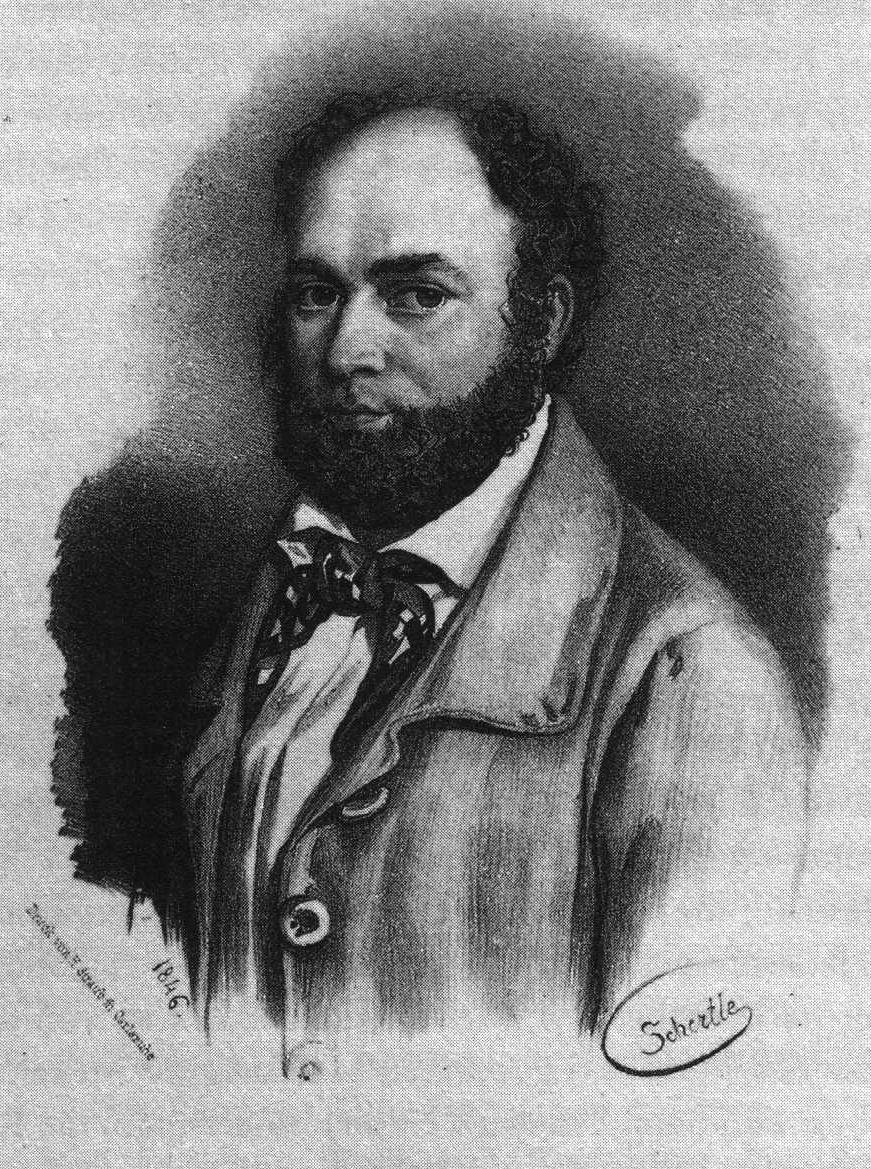
Alexander von Soiron

Les débats lors de l'assemblée tournent principalement autour de la question de l'unité allemande et de la représentation législative du nouvel État. Hansemann et Mathy sont de l'avis que la voie à suivre est celle de l'extension des pouvoirs du Zollverein, qui est une union douanière à la base et qui existe depuis 1834, en lui donnant un gouvernement et de nouvelles compétences. Bassermann et de Welcker ne sont pas de cet avis. Pour défendre leur point de vue, Hansemann et Mathy expliquent qu'on ne peut rien espérer du côté de la confédération germanique pour réaliser l'unité. 
Déjà parce qu'à la fois le royaume du Danemark et des Pays-Bas sont membres à part entière de la confédération et n'ont aucun intérêt à voir un État-nation allemand se créer. À l'inverse le Zollverein est la « seule organisation  d'intérêts communs allemands » et n'est pas lié à la confédération germanique, le traité fondateur de l'union douanière étant un simple traité interétatique.
Le premier pas vers un État allemand aurait été le transfert vers le Zollverein des compétences en matière de commerce, transport, impôt et industrielles de chaque État membre de la confédération germanique.
À ce moment-là, la création d'une représentation populaire élu devait devenir indispensable.
Les participants à la réunion l'imaginent comme une assemblée consultative, où chaque ordre élirait ses membres, et qui donnerait sa confiance à un collège à 5 membres qui constituerait l'exécutif du Zollverein.

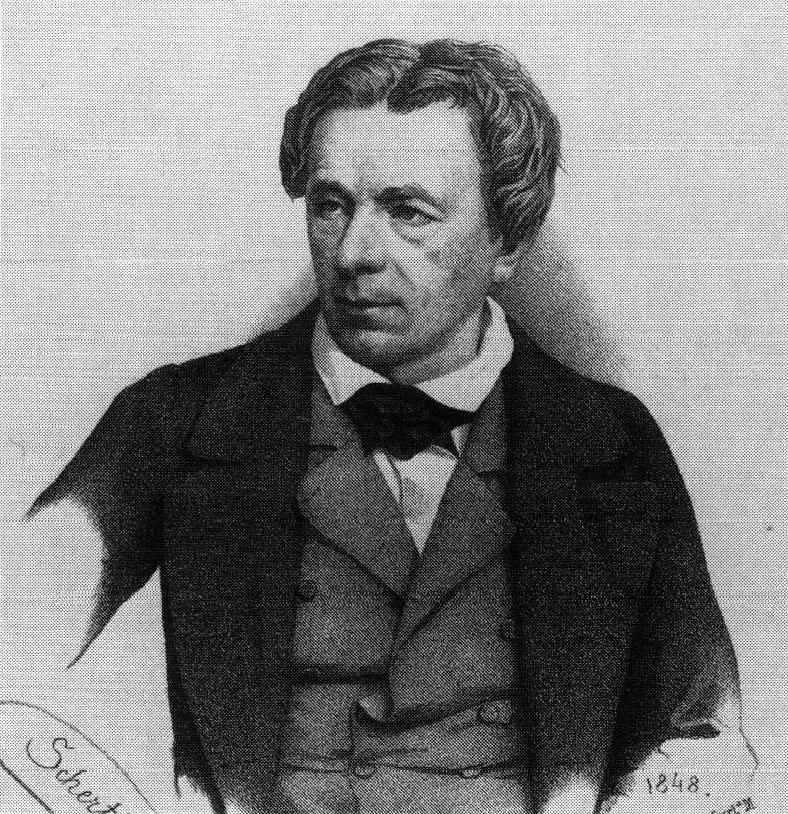
Friedrich Römer

Cette transformation de l'union douanière en union politique ne serait pas simple, tous les participants en sont conscients, surtout si l'objectif final est de réaliser la solution grande-allemande, l'Autriche ne faisant pas partie du Zollverein. Ils pensent que les États ne céderont pas leurs compétences d'eux-mêmes au Zollverein, ils espèrent par contre que les circonstances économiques les contraignent à plus de coordination entre eux et les incitent à favoriser une politique économique plus centralisée, plus avantageuse sur le plan macroéconomique, qui serait menée par l'union douanière. Hansemann émet la réserve que cette solution ne doit pas conduire à une hégémonie prussienne, le Zollverein de l'époque est construit sur des accords mutuels avec la Prusse, ce qui lui confère une situation très privilégiée.
Parmi les revendications des parlementaires se trouvent : la fin de la censure de la presse, qui doit enfin pouvoir informer les Allemands de la réalité de la situation, qui à l'époque ne peuvent obtenir d'informations fiables que lors de séjour à l'étranger.  
Ils veulent également une réforme du système judiciaire avec des procès publics, oraux, jugés par un jury, avec la séparation du pouvoir judiciaire et administratif. Les nombreuses compétences de jugement qui appartiennent alors à l'administration et à la police doivent être transférées aux tribunaux. Ils veulent réformer également la police et ses codes judiciaires.
Ils exigent la fin du féodalisme et du servage, l'indépendance de chaque commune dans son administration. Ils veulent par ailleurs réduire la part du budget attribuée à l'armée permanente et créer une armée de conscription.
Pour eux il est cependant clair que ces objectifs doivent être atteints par la voie légale, grâce aux constitutions et non au moyen d'une révolution.
Par ailleurs, les mauvaises récoltes des dernières années et les débuts de l'industrialisation conduisent alors à un appauvrissement généralisé.
La réunion ne prend pas position sur ces graves sujets sociaux, elle propose la création d'une commission pour discuter de ces questions qui doit permettre la rédaction de motions pour les différents parlements.
L'objectif est cependant clair : il faut « permettre une répartition juste des fardeaux dans la société pour soulager les ouvriers et les classes moyennes »,.
La réunion est donc un tournant par rapport aux revendications libérales antérieures qui prévoyaient une représentation parlementaire au sein de la confédération germanique.
La proposition de Hansemann, de privilégier le Zollverein à la confédération s'appuie sur le fait que l'union douanière sert déjà à harmoniser les lois de ses États membres et est donc un candidat idéal pour donner naissance à un organe législatif central. 
De plus, il compte profiter du fait que la structure de l'union douanière, conçues avec des contrats commerciaux, est favorables à une certaine instabilité sur le plan de la politique extérieure.
Enfin, il espère que le gain en puissance du Zollverein serait accompagné d'un renforcement de la bourgeoisie sur le plan politique vis-à-vis de la noblesse.

## Réunion d'Heppenheim et assemblée d'Offenbourg
Un mois avant la réunion d'Heppenheim, une assemblée populaire s'était formée à Offenbourg et s'était accordée sur une liste de revendications. En plus de décider des moyens à mettre en œuvre pour parvenir à ses objectifs politiques, elle s'était déterminée également sur les mesures à prendre pour résoudre les problèmes sociaux et économiques auxquels sont confrontés les artisans et les paysans.
À Heppenheim les membres de l'aile gauche des libéraux comme Gustav Struve, Robert Blum ou Friedrich Hecker ne sont pas invités.

Les historiens, en particulier ceux de RDA, voient donc la réunion d'Heppenheim comme une réponse des libéraux modérés à l'assemblée « démocratique » d'Offenbourg.
Ils considèrent également que la réunion marque symboliquement la rupture entre les radicaux-démocrates et les libéraux-constitutionnels qui s'agrandit par la suite lors de la révolution.
Toutefois, cette conclusion est quelque peu hâtive. La liste des invités s'est en effet limitée aux députés, cela exclut d'entrée Blum et Struve, Hecker a quant à lui quitté ses fonctions de député dans la seconde chambre badoise en mars 1847.
On peut également prendre l'exemple de Kapp, un des protagonistes de l'assemblée d'Offenbourg et condamné pour haute trahison en conséquence, qui est présent à Heppenheim. On ne peut donc pas conclure que les deux réunions soient concurrentes.
Par ailleurs, le rassemblement d'Offenbourg avait un caractère régional, ses revendications, principalement sociales et liées aux droits des citoyens, étaient à la fois plus simples et plus radicales.
À l'inverse la réunion d'Heppenheim réunit des membres venant des différents États allemands et son sujet principal est l'unité allemande.
De plus, les programmes politiques présentés par les deux assemblées sont très semblables. Certains membres des deux réunions continuent en outre d'entretenir des relations amicales entre eux après celles-ci.
Pour toutes ces raisons, on peut exclure que la rupture dans l'Opposition soit liée à la réunion de Heppenheim, et au contraire affirmer qu'elle date de 1848.[réf. souhaitée]
Le seul point de désaccord qui apparaît à l'époque concerne les mesures à prendre pour donner des conditions de vie décentes aux artisans et paysans touchés par la crise et les débuts de l'industrialisation.
Hecker et Struve présentent un programme qui propose de revenir à plus de protectionnisme. Les libéraux qui voient dans la libéralisation des échanges un puissant moteur pour l'unification et un moyen de parvenir à de meilleures conditions de vie pour tous considèrent le programme de Hecker et Struve comme passéiste.[réf. souhaitée]

## Conséquences
L'article sur la réunion paru dans le Deutsche Zeitung suscite de nombreuses réactions parmi les gouvernements de la confédération, au-delà de simples discussions les services de renseignements sont mis au travail pour lutter contre les participants de la réunion. Le roi Frédéric-Guillaume IV de Prusse, dans une lettre à son ambassadeur à Londres Bunsen, les qualifie de « Secte » et de « démagogues ».
Le ministre badois Alexander von Dusch déclare à l'ambassadeur du Wurtemberg que « la réunion l'a surpris au plus haut point, il la considère comme l'un des événements les plus marquants de son temps en Allemagne ; il faut la voir plus comme une tentative que comme un véritable début pour une représentation populaire qui serait au-dessus de l'assemblée fédérale et des gouvernements. L'assemblée rappelle les clubs parisiens qui se sont créés durant la Révolution française, à la différence toutefois que les réunions allemandes vont changer de lieu à chaque fois. Les gouvernements ont donc, dans leur propre intérêt, le devoir urgent de prendre des mesures adaptées et de soutenir celles faites au niveau confédéral dans ce sens, »
Mais à cause du contexte difficile sur le plan politique en ce début de l'année 1848 préfigurant la révolution de mars, les gouvernements ne prennent pour ainsi dire aucune mesure répressive. Le programme politique mis au point à Heppenheim constitue la base des revendications formulées à Offenbourg puis dans d'autres rassemblements populaires, comme celle de Mannheim le 27 février 1848, marquant le début de la révolution.
Bassermann déclare le 12 février 1848 devant la seconde chambre du Pays de Bade que les accords pris à Heppenheim sont en droite lignée avec la motion qu'il avait faite en 1844 en faveur de la création d'une assemblée nationale, certes indépendante du Zollverein à l'époque. Ce faisant, dans le contexte de la révolution de juillet en France et de l'embrasement de nombreux États allemands, il obtient une large écoute au niveau national. Des suites des décisions d'Heppenheim, un pré-parlement est créé pour décider des modalités de l'élection de l'assemblée nationale qui siège par la suite à Francfort. Dans son rapport final daté du 4 avril 1848, il fait explicitement référence aux « hommes qui se sont réunis à Heppenheim et à Heidelberg,“ ». Le 18 mai, le parlement de Francfort se réunit pour la première fois.

## Postérité
Après la Seconde Guerre mondiale, le 10 décembre 1948, le  FDP tient symboliquement son congrès fondateur à Heppenheim. Lors de cette réunion les libéraux des trois zones d'occupation se réunissent afin de former un parti politique.